# Symbiopsis pennatus
Symbiopsis pennatus är en fjärilsart som beskrevs av Druce 1907. Symbiopsis pennatus ingår i släktet Symbiopsis och familjen juvelvingar. Inga underarter finns listade i Catalogue of Life.